# Mikael Dyrestam
Mikael Dyrestam (Växjö, 10 december 1991) is een Zweeds-Guinees profvoetballer die als centrale verdediger speelt. Dyrestam heeft een Zweedse vader en een moeder afkomstig uit Guinee. Hij debuteerde in 2012 in het Zweeds voetbalelftal. In 2019 ging hij voor het Guinees voetbalelftal spelen. Ook zijn jongere broer Patrick is voetballer.

## Clubcarrière

### Aalesunds
Dyrestam begon bij IFK Göteborg waar hij tussen 2008 en eind 2013 in het eerste team speelde. Daar won hij twee keer de Zweedse beker. In de seizoenen 2014 en 2015 kwam hij uit voor het Noorse Aalesunds FK. Zijn contract bij Aalesunds liep in de winter van 2016 af.

### N.E.C.
Dyrestam tekende op 22 januari 2016 een contract tot medio 2017 met een optie op nog een seizoen bij het Nederlandse N.E.C.. Op 3 april 2016 maakte Dyrestam zijn debuut voor N.E.C. in de met 2-1 gewonnen derby tegen Vitesse. De verdediger verving in de 89'ste minuut Marcel Appiah. Op 28 mei 2017 degradeerde hij met N.E.C. naar de Eerste divisie en liep zijn contract af.

### Kalmar FF
Dyrestam tekende op 9 augustus 2017 een contract bij Kalmar FF. De verdediger tekende een contract van anderhalf jaar bij de Zweedse club.

### Xanthi
Woensdag 16 januari 2019 werd bekend dat Dyrestam zijn carrière vervolgt bij Xanthi FC.

### Sarpsborg 08
Medio 2020 ging hij naar het Noorse Sarpsborg 08. Daar liep zijn contract per 1 januari 2021 af. Op 20 februari 2021 verbond hij zich echter  ook voor het seizoen 2021 aan de club.

### RFC Seraing en Saoedi-Arabië
Nadat zijn contract eind 2021 afliep, was Dyrestam in februari 2022 op proef bij RFC Seraing. Op 24 februari ondertekende hij een contract tot het einde van het seizoen 2021/22 bij Seraing. Daarna ging hij op het tweede niveau in Saoedi-Arabië spelen voor Al-Adalah Club. Begin 2023 wisselde hij op hetzelfde niveau naar Najran SC.
In oktober 2023 ging hij in Griekenland voor Volos NFC spelen. Zonder dat hij voor de club in actie kwam, ging hij begin 2024 in Zweden voor Örgryte IS spelen.

## Clubstatistieken
| Seizoen | Club         | Competitie    | Competitie | Competitie | Beker | Beker | Internationaal | Internationaal | Totaal | Totaal |
| Seizoen | Club         | Competitie    | Wed.       | Dlp.       | Wed.  | Dlp.  | Wed.           | Dlp.           | Wed.   | Dlp.   |
| ------- | ------------ | ------------- | ---------- | ---------- | ----- | ----- | -------------- | -------------- | ------ | ------ |
| 2009    | IFK Göteborg | Allsvenskan   | 17         | 0          | 3     | 0     | 0              | 0              | 20     | 0      |
| 2010    | IFK Göteborg | Allsvenskan   | 0          | 0          | 0     | 0     | 0              | 0              | 0      | 0      |
| 2011    | IFK Göteborg | Allsvenskan   | 20         | 1          | 2     | 0     | 0              | 0              | 22     | 1      |
| 2012    | IFK Göteborg | Allsvenskan   | 7          | 1          | 6     | 0     | 0              | 0              | 13     | 1      |
| 2013    | IFK Göteborg | Allsvenskan   | 23         | 0          | 0     | 0     | 0              | 0              | 23     | 0      |
| 2014    | Aalesunds FK | Tippeligaen   | 12         | 0          | 2     | 0     | 2              | 0              | 16     | 0      |
| 2015    | Aalesunds FK | Tippeligaen   | 27         | 0          | 1     | 0     | 0              | 0              | 28     | 0      |
| 2015/16 | N.E.C.       | Eredivisie    | 2          | 0          | 0     | 0     | 0              | 0              | 2      | 0      |
| 2016/17 | N.E.C.       | Eredivisie    | 17         | 0          | 1     | 0     | 0              | 0              | 18     | 0      |
| 2017    | Kalmar FF    | Allsvenskan   | 10         | 0          | 0     | 0     | 0              | 0              | 10     | 0      |
| 2018    | Kalmar FF    | Allsvenskan   | 23         | 1          | 1     | 0     | 0              | 0              | 24     | 1      |
| 2018/19 | Xanthi FC    | Super League  | 9          | 0          | 1     | 0     | 0              | 0              | 10     | 0      |
| 2019/20 | Xanthi FC    | Super League  | 8          | 0          | 1     | 0     | 0              | 0              | 9      | 0      |
| 2020    | Sarpsborg 08 | Eliteserien   | 14         | 2          | 0     | 0     | 0              | 0              | 14     | 2      |
| 2021    | Sarpsborg 08 | Eliteserien   | 24         | 0          | 1     | 1     | 0              | 0              | 25     | 1      |
| 2021/22 | RFC Seraing  | Eerste Klasse | 8          | 0          | 0     | 0     | 0              | 0              | 8      | 0      |
| 2022/23 | Al-Adalah FC | Saudi League  | 9          | 0          | 1     | 0     | 0              | 0              | 10     | 0      |
| 2024    | Örgryte IS   | Superettan    | 0          | 0          | 0     | 0     | 0              | 0              | 0      | 0      |
| Totaal  |              |               | 222        | 5          | 20    | 1     | 2              | 0              | 236    | 6      |

Bijgewerkt tot en met 6 maart 2024

## Internationaal
Hij debuteerde voor het Zweeds voetbalelftal op 18 januari 2012 in een vriendschappelijke wedstrijd in en tegen Bahrein (0-2 overwinning) toen hij na 86 minuten inviel voor Pontus Jansson. Op 23 januari 2012 speelde Dyrestam de gehele wedstrijd in de 0-5 oefenzege in en tegen Qatar.
Anno 2015 overwoog hij om voor Guinee uit te komen. In 2019 kwam dit rond en hij debuteerde op 16 juni 2019 voor Guinee als invaller na 38 minuten voor Baïssama Sankoh in een vriendschappelijke wedstrijd in en tegen Egypte (3-1 nederlaag). Dyrestam werd opgenomen in de selectie voor het Afrikaans kampioenschap voetbal 2019 en het Afrikaans kampioenschap voetbal 2021.

## Erelijst
- Svenska Cupen: 2008, 2013